# Heinz-Konrad Fenn
Heinz-Konrad Fenn (20 de julho de 1918 - ) foi um comandante de U-Boot que serviu na Kriegsmarine durante a Segunda Guerra Mundial.